# Scelio conformis
Scelio conformis är en stekelart som beskrevs av Muesebeck 1972. Scelio conformis ingår i släktet Scelio och familjen Scelionidae. Inga underarter finns listade i Catalogue of Life.